# Dubowy Łoh (rejon berezyński)
Dubowy Łoh (biał. Дубовы Лог; ros. Дубовый Лог, Dubowyj Łog) – wieś na Białorusi, w obwodzie mińskim, w rejonie berezyńskim, w sielsowiecie Bahuszewiczy. W 2009 roku liczyła 6 mieszkańców.